# روابط آفریقای جنوبی و ایران

پیشینه روابط ایران و آفریقای جنوبی به سال‌های پیش از پیروزی انقلاب اسلامی ایران برمی‌گردد.

## پیشینه
روابط ایران و آفریقای جنوبی پیش از انقلاب در سطح بالایی قرار داشت و ایران در سال‌های ۱۳۵۵–۱۳۵۶ به دومین شریک تجاری و مهم‌ترین تأمین‌کننده نفت برای آفریقای جنوبی بدل شد. پس از پیروزی انقلاب اسلامی ایران روابط با رژیم آپارتاید قطع و با محو آپارتاید روابط دیپلماتیک بین دو کشور در سال ۱۹۹۴ برقرار گردید.

## سال‌های دهه ۱۳۹۰
در سال‌های گذشته نیز جدا از سفر مقامات دو کشور چون سفر محمدجواد ظریف به آفریقای جنوبی در آبان ۱۳۹۲، سفر علی لاریجانی در اسفند ۱۳۹۲ به این کشور، سفر وزیر امور خارجه آفریقای جنوبی به ایران در خرداد ۱۳۹۳، برگزاری کمیسیون مشترک اقتصادی ایران و آفریقای جنوبی در تهران با سفر وزیر امور خارجه آفریقای جنوبی و… اخیراً نیز نخستین سفر جاکوب زوما رئیس‌جمهوری آفریقای جنوبی در صدر یک هیئت بلندپایه سیاسی و اقتصادی به تهران گامی نو در سرعت بخشیدن در روابط دوجانبه در زمینه‌های گوناگون است.